# Capasa muscicolor
Capasa muscicolor är en fjärilsart som beskrevs av W. Warren 1893. Capasa muscicolor ingår i släktet Capasa och familjen mätare. Inga underarter finns listade i Catalogue of Life.